# Alf Svensén
Alf Erik Gillis Svensén (Tveta, 1893. július 28. – Stockholm, 1935. december 17.) olimpiai bajnok svéd tornász.
Az 1920. évi nyári olimpiai játékokon indult tornában és a svéd rendszerű csapat összetettben aranyérmes lett.
Klubcsapata a KA2 IF volt.